# 戈登·拉姆齊的飛機餐
戈登·拉姆齊的飛機餐（英語：Gordon Ramsay Plane Food）餐廳位於倫敦希斯洛機場第五航廈，所有者為廚師戈登·拉姆齊。飛機餐餐廳造價250萬英鎊。該餐廳由於位於希斯路機場的禁區，因此對於瓦斯與刀叉餐具種類的使用有所限制。該餐廳與第五航廈其他的店家於2008年同步開幕，拉姆齊也在該年在英國地區開了其他的餐廳。拉姆齊表示他要餐廳避免使用濃重的醬料、能夠快速上菜，且能讓旅客透過冷藏箱外賣，使他們能夠在飛機上享用三道菜的套餐。
餐評們對該餐廳大多持正面評價，但餐廳在開幕不久後，美食評論家簡·莫伊爾便給了飛機餐餐廳負面的評價，而這則評價在當時受到多個主流媒體的關注。餐廳對冷藏箱的運用也受到多名評論家表揚。該餐廳是拉姆齊首度在機場中開店，而2013年他宣佈他要把這一概念帶到美國，在美國各大機場內開店。

## 簡介

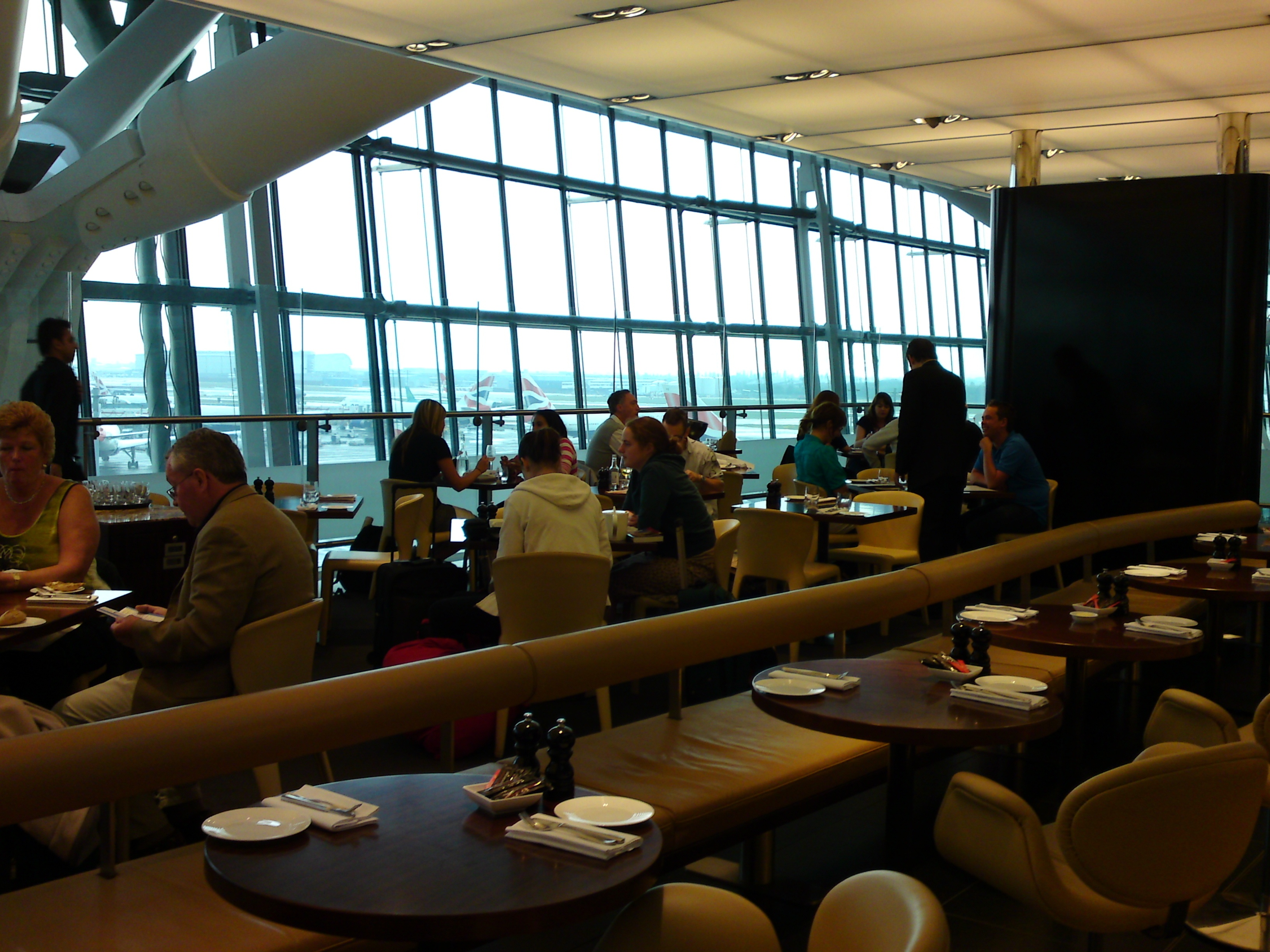
戈登·拉姆齊的飛機餐餐廳內部

戈登·拉姆齊的飛機餐位於倫敦希斯路機場第五航廈的六樓，在哇尬媽媽日式餐廳的旁邊。該餐廳位於機場禁區，代表只有即將登機的旅客才能到餐廳用餐。拉姆齊和他的團隊花了250萬英鎊改造餐廳，而拉姆齊跟希斯路機場簽了10年的初始合同。飛機餐的主廚為斯圖爾特·賈爾斯（Stuart Giles），之前也曾在拉姆齊的黃楊木咖啡廳（Boxwood Cafe）擔任廚師。
餐廳內部有一個大理石吧台，吧台上方掛了一幅價值九萬英鎊的畫，該畫由巴納比·戈頓（Barnaby Gorton）所繪。餐廳其中一側的牆壁佈滿大型的窗戶，放眼望去可欣賞機場風景。餐廳裡共有175個座位。
基於安全考量，飛機餐跟第五航廈其他的餐廳一樣，不能夠使用瓦斯。因此餐廳使用電烤箱和電磁爐等電器設備烹煮食物。此外，餐廳也有另外安裝一台微波爐。刀具的大小也必需遵循機場的標準規格，避免有意人士以餐廳的刀具當作武器使用。拉姆齊要求在飛機餐工作的員工，在先前必須要有在他旗下其他餐廳工作的經驗。

### 菜單
該餐廳餐點的價錢與拉姆齊其他餐廳的價錢不相上下。拉姆齊有意為旅客們在機場貴賓室外面帶來精緻的用餐體驗，使旅客無需進入貴賓室便能享用同樣質素的美食。餐廳的菜單上有山羊奶酪蛋撻佐豌豆和韭菜等前菜，主菜則包括海鱸魚佐香茅和芦笋，而甜點有巧克力火鍋配棉花糖和鬆餅及高杯水果聖代等選擇。菜單上甚至出現赛弗鲁嘉魚子醬等傳統菜餚。拉姆齊在餐廳開幕後不久的一家採訪中，聲稱他要讓所有的餐點脂肪「越少越好。禁用重醬。」他把餐廳的菜單比較成常春藤餐厅、黃楊木咖啡廳和沃爾斯利餐廳之間的「雜交」。餐廳還有一種叫「快機」的另類菜單，能提供客人快速用餐的體驗。雖然只有二至三道餐，但整項套餐會在25分鐘以內上完菜。
餐廳也販賣能外賣的冷藏箱，讓選擇不吃機上餐的旅客能將食物帶到飛機上享用。外賣包的三道菜各有四種不同的選擇，包括草蝦和西洋菜沙拉或烤牛肉配黑松露和綠豆沙拉，也有淋上生奶油的巧克力和山核桃布朗尼等甜點。

## 歷史

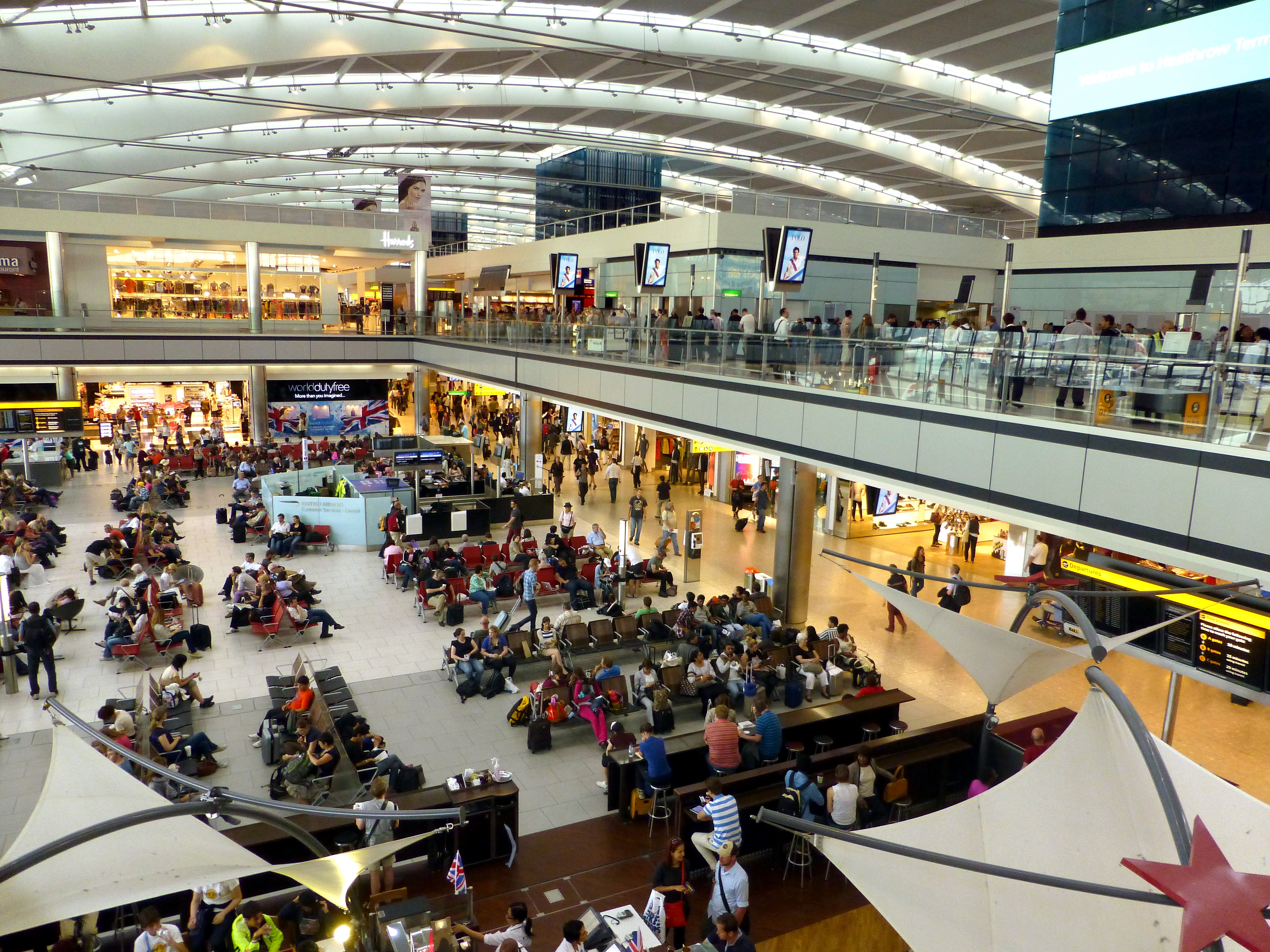
倫敦希斯路機場第五航廈於2008年3月27日啟用。

拉姆齊於2007年12月宣佈飛機餐要在2008年3月27日與希斯路機場即將要啟用的第五航廈一同開幕。該餐廳是戈登·拉姆齊在倫敦地區的第九家餐廳，也是他首度在機場內開餐廳。而拉姆齊的第一家法國餐廳，位於凡尔赛宫的特裏亞農的戈登·拉姆齊餐廳（Gordon Ramsay au Trianon）也大約在同一時間開幕。他在2008年時將他的餐飲帝國擴展到倫敦地區以外的地方，例如他與他的門生安吉拉·哈奈特合開的慕拉諾餐廳。而他旗下的約克和奧爾巴尼（York & Albany）餐廳和迷宮餐廳（Maze）也在2008年期間開幕。該餐廳在開幕後的第一年損失了780,767英鎊，餐廳的損失是由於航廈延期啟用所造成的。
2009年時，拉姆齊因未按期繳稅而陷入財務問題的窘境中。稅務海關總署因此對飛機餐、迷宮、戈登·拉姆齊餐廳和精準餐吧（The Narrow）進行清算申請。稅務海關總署給予他兩週來償還飛機餐餐廳所累積的欠稅，而拉姆齊也在當年12月10日宣佈他已還清所有債務，而飛機餐將繼續營業。他在2010年開的麵包街廚房餐廳（Bread Street Kitchen），與飛機餐基於同一概念之上。麵包街廚房位於新交易巷一号購物中心和商務樓，也是一間講求用餐快速的餐廳。
拉姆齊於2013年宣佈他計畫要將飛機餐這一概念引進美國，在芝加哥的奥黑尔国际机场和紐約、拉斯維加斯和洛杉磯的機場設店。該餐廳也在當年與第一旅行者合夥，為第五航廈的旅客提供一個貴賓廳體驗。

## 評價

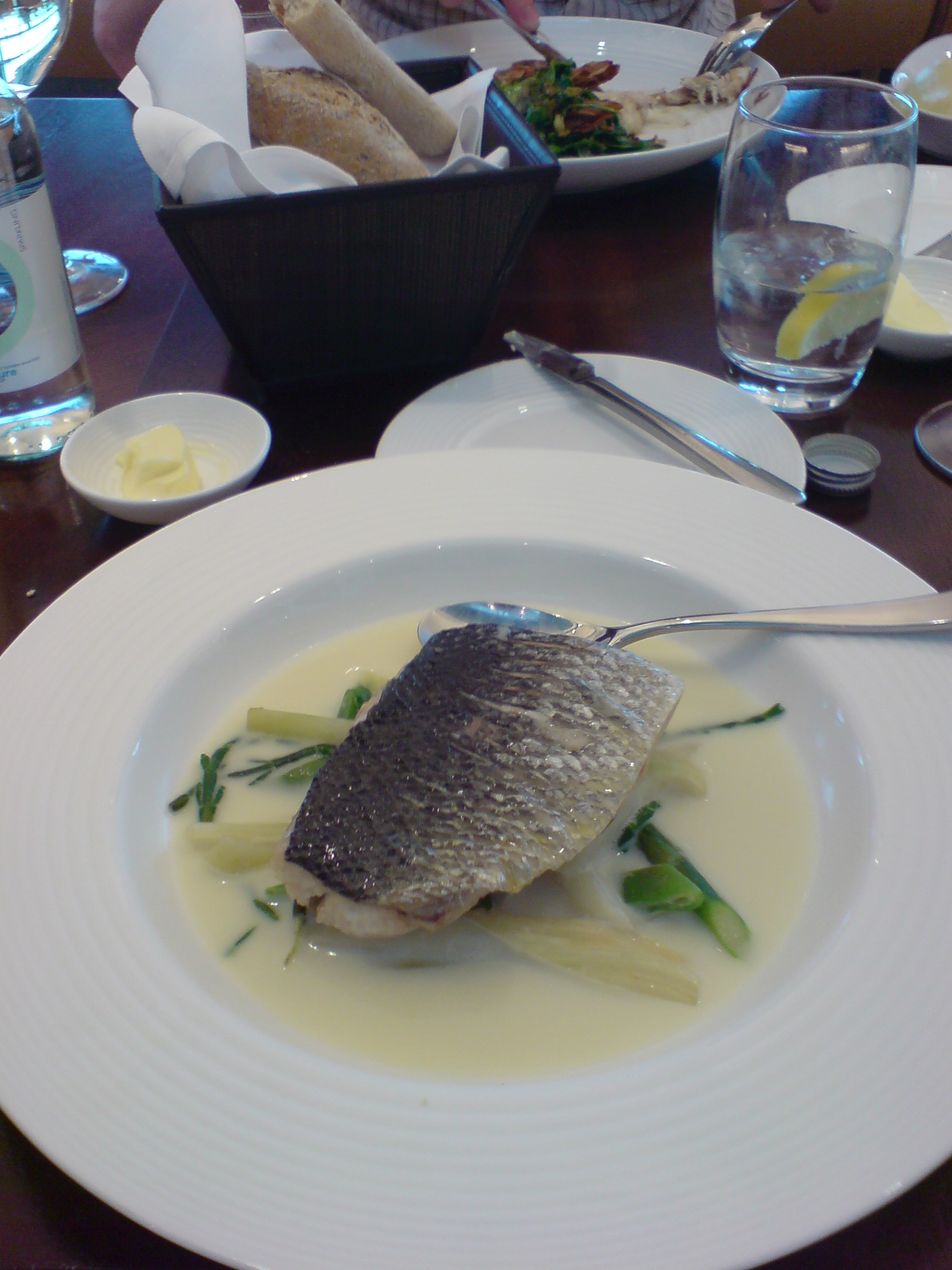
飛機餐餐廳中的一道鯛魚。

美食評論家簡·莫伊爾是第一位評論該餐廳的人，她在飛機餐開幕後約五個小時就已造訪該店。她不覺得餐廳裡的食物質量好到能吸引頭等艙和商業艙的乘客，也同時擔心餐點的價格對於搭乘經濟艙的旅客來說太過昂貴，她說由於餐廳必須遵循規定，把瓦斯統統換成電磁爐，使她的牛排吃起來像「一塊在雨中腐爛的乾燥皮鞋」。賈斯珀·杰拉德（Jasper Gerard）在《每日电讯报》的評論中稱他喜歡餐廳的魚子醬和鱸魚那兩道菜，但他不喜歡鱸魚的香茅和芦笋配菜。他給了這家餐廳一則負面評價，稱道「他們是在拿同類事物中作比較嗎？希斯路機場的飛機餐再怎麼樣也不可能成為在皇家醫院路的戈登·拉姆齊餐廳，但這絕對不是一場廚房驚魂記。」
譚·考恩（Tam Cowan）在餐廳開幕不久後就在《每日記事報》上評論。他在滿分25分的標準中，給了飛機餐20分。他覺得在機場內居然有這麼高品質的食物，實在令人難以置信。他稱餐廳裡的焗烤帕馬森乾酪和蘑菇通心粉「完美極了！」，之後又說蘋果金寶「非常棒」。馬克·波蘭德於2009年在《標準晚報》中給了飛機餐一則評論。起初他並沒有抱有多大的期望，但他在他的評論中稱他的凱撒沙拉前菜「是『這道餐將會比你想像的還要好』的預示」，並形容巧克力布朗尼「緻密、黑苦又豐富」雖然他對波倫塔玉米片感到些許失望，但總體來說，他覺得餐廳的食物「有種庄严的感覺」。同時他也希望拉姆齊能將這個概念擴展到倫敦各大火車站中。約翰·沃爾什於2012年時寫了一篇關於杰米·奧利弗在格域機場所開的一家餐廳的報導，稱拉姆齊的飛機餐餐廳是「『不令人作嘔的機場食物』這一概念的先驅」。
《每日郵報》的提姆·克拉克高度讚賞飛機餐對外賣冷藏箱的使用，稱道「能把煙燻鮭魚、奶油奶酪三明治與蘋果和核桃沙拉一口氣吃完，這點是讓我愉快的地方」但是，他說他的火腿芝士吐司平淡無奇，而且他覺得沒有飲料這一點他也不太喜歡。他覺得這份菜單物有所值，也是「首度真正在飛機上給了他們選擇」克里斯·哈斯拉姆在《星期日泰晤士報》中評了不同航空公司在飛機上所給的餐點，也順便評論了戈登·拉姆齊的飛機餐。他的在滿分10分的標準下給了7分，特別稱冷藏箱「只要這種服務能繼續下去，就有在商務艙的感覺」。

## 延伸閱讀
- Ramsay, Gordon. . London: HarperCollins. 2008. ISBN 978-0-00-725988-5.

## 外部連結
- 官方網頁